# Геро (Лужица)
Геро II (на немски: Gero; * ок. 970; † 1 септември или 1 октомври 1015, Кросно Одренско) е граф в Гау Зеримунт, Швабенгау, от 992 г. в Хасегау и от 993 до 1015 г. маркграф на Марка Лужица.

## Биография
Той е син на Титмар (920 – 978), маркграф на Майсен и Мерзебург, и Сванхилда (945/955 – 1014), дъщеря на Херман Билунг от род Билунги. Племенник е на архиепископ Геро от Кьолн.
Геро II наследява през 978 г. баща си като граф. Близък е с император Ото III. Той е убит заедно с 200 негови хора в поход на император Хайнрих II против Полша.

## Фамилия
Геро се жени за Аделхайд, с която има един син:
- Титмар (990 – 1030), маркграф на Лужица.